# Roger Smith (színművész)
Roger Smith (South Gate, Kalifornia, 1932. december 18. – Los Angeles, Sherman Oaks, 2017. június 4.) amerikai színész, forgatókönyvíró, filmproducer.

## Családja
Első felesége az ausztráliai születésű színésznő Victoria Shaw volt. Három gyermekük született: Tracey (1957), Jordan (1958) és Dallas (1961). 1965-ben elváltak. 1967. május 8-án összeházasodott Ann-Margret színésznővel.

## Filmjei

### Színészként
- Damon Runyon Theater (1956, tv-sorozat, egy epizódban)
- Over-Exposed (1956)
- Celebrity Playhouse (1956, tv-sorozat, egy epizódban)
- The Ford Television Theatre (1956, tv-sorozat, három epizódban)
- The Sheriff of Cochise (1957, tv-sorozat, egy epizódban)
- West Point (1957, tv-sorozat, egy epizódban)
- No Time to Be Young (1957)
- Az ezerarcú ember (Man of a Thousand Faces) (1957)
- The George Sanders Mystery Theater (1957, tv-sorozat, egy epizódban)
- Operation Mad Ball (1957)
- Father Knows Best (1956, 1958, tv-sorozat, két epizódban)
- Wagon Train (1958, tv-sorozat, egy epizódban)
- Crash Landing (1958, tv-sorozat, egy epizódban)
- Auntie Mame (1958)
- Sugarfoot (1958, tv-sorozat, egy epizódban)
- 77 Sunset Strip (1958–1963, tv-sorozat, 138 epizódban)
- Never Steal Anything Small (1959)
- Hawaiian Eye (1960–1961, tv-sorozat, két epizódban)
- Surfside 6 (1962, tv-sorozat, egy epizódban)
- Kraft Suspense Theatre (1964, tv-sorozat, egy epizódban)
- The Farmer's Daughter (1964, tv-sorozat, egy epizódban)
- For Those Who Think Young (1964)
- Mister Roberts (1965–1966, tv-sorozat, 30 epizódban)
- 7 uomini e un cervello (1968)
- Rogue's Gallery (1968)

### Forgatókönyvíróként
- Surfside 6 (1961, tv-sorozat, egy epizód)
- 77 Sunset Strip (1960–1962, tv-sorozat, hét epizód)
- Mister Roberts (1966, tv-sorozat, egy epizód, történet)
- Az első alkalom (The First Time) (1969)
- C.C. & Company (1970)

### Producerként
- Az első alkalom (The First Time) (1969)
- Ann-Margret: From Hollywood with Love (1969)
- C.C. & Company (1970)
- Ann-Margret: When You're Smiling (1973, tv-film)
- Ann-Margret Olsson (1975, tv-film)
- Ann-Margret Smith (1975, tv-film)
- Ann-Margret: Rhinestone Cowgirl (1977, tv-film, executive producer)
- Senki gyermekei (Nobody's Children) (1994, tv-film, társproducer)

## További információ
- Roger Smith az Internet Movie Database-ben (angolul)
- Roger Smith a Rotten Tomatoeson (angolul)